# Carl Büsch
Carl Büsch (* 18. März 1826 in Hannover; † 20. Februar 1917 ebenda) war ein deutscher Goldschmied, Juwelier sowie unter anderem Königlich Hannoverscher Hoflieferant und zuständig für die Herstellung fürstlicher Orden und Ehrenzeichen.

## Leben

„Stammhaus“ Büsch in der hannoverschen Leinstraße

Carl Büsch, in der Residenzstadt des Königreichs Hannover als Sohn eines Baders geboren, durchlief 1840 bis 1845 eine Ausbildung bei dem Hofjuwelier Carl Zell. Nach seinen Wanderjahren, die Büsch nach Göttingen, Wien, Leipzig und Dresden führten, begann er 1851 abermals bei Zell in Hannover, erwarb im Folgejahr 1852 das Bürgerrecht und den Meistertitel und übernahm dann Zells Unternehmen. Im selben Jahr eröffnete er dieses am 21. April unter eigenem Namen in der Leinstraße 4, im damaligen Zentrum der Residenzstadt und nahe dem Leineschloss.
1860 wurde Büsch zum hannoverschen Hofjuwelier ernannt und erhielt vom welfischen Königshaus den Auftrag, die vom Hofe benötigten Orden und Ehrenzeichen zu liefern, diese jedoch ausschließlich in der eigenen Werkstatt herzustellen.
Nachdem nach der Schlacht bei Langensalza 1866 das Königreich Hannover durch Preußen annektiert worden war, entfiel der Titel des Hoflieferanten für das hannoversche Königshaus, doch Büsch blieb den Welfen verbunden und war Anhänger der welfischen Bewegung.

Um 1927: Fassade des Ladengeschäfts in der Bahnhofstraße 2

„Teilansicht des Verkaufsraums“ von Carl und Georg Büsch

Nach vorübergehender Geschäftsanschrift unter der Adresse Georgstraße 16 kaufte Carl Büsch das Gebäude in der Bahnhofstraße 2 und verlegte dorthin sein Ladengeschäft sowie seinen Fabrikations-Betrieb. Von dort aus lieferten er und sein Sohn Georg Büsch (* 7. Mai 1874 in Hannover; † 19. Juni 1943 ebenda), der im Jahr 1900 dann als Mitinhaber in das Unternehmen eingetreten war, auch Orden an die Fürstenhöfe von Schaumburg-Lippe und Lippe-Detmold, durch die sie beide 1905 wiederum zu Hofjuwelieren ernannt wurden.

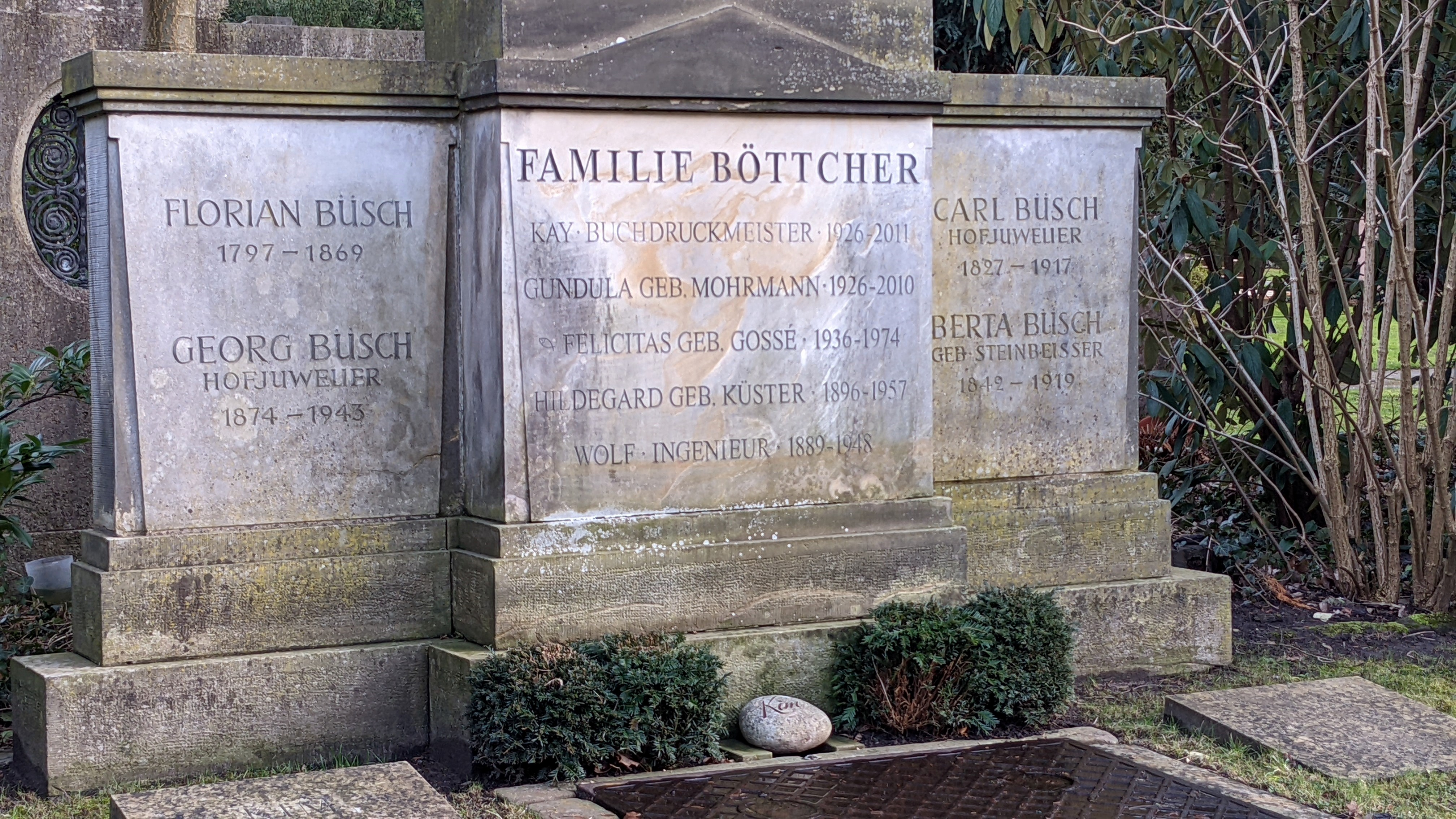
Familiengrabmal Böttcher und Büsch auf dem Stadtfriedhof Engesohde

Als durch die Luftangriffe auf Hannover im Zweiten Weltkrieg das Haus in der Bahnhofstraße mitsamt Werkstatt und Ladengeschäft zerstört wurde, erlosch damit auch das Unternehmen Büsch.

## Bekannte Werke (Auswahl)
Die Büschs lieferten neben zahlreichen Orden aus eigener Herstellung auch Altargeräte, darunter in Hannover für die Kreuzkirche, die Christuskirche, die Apostelkirche und die Lukaskirche.